# ناحیه ولی، شهرستان سیوتو، اوهایو
ناحیه ولی، شهرستان سیوتو، اوهایو (به انگلیسی: Valley Township, Scioto County, Ohio) یک سکونتگاه مسکونی در ایالات متحده آمریکا است که در شهرستان سیوتو، اوهایو واقع شده‌است.

## خصوصیات
ناحیه ولی ۶۵٫۲ کیلومترمربع مساحت و ۳٬۸۷۴ نفر جمعیت دارد و ۱۹۴ متر بالاتر از سطح دریا واقع شده‌است.